# Мадеира
Мадеира, службено Аутономна регија Мадеира (порт. Região Autónoma da Madeira), португалско је острвље у северном Атлантском океану, око 670 km западно од обале Марока. Мадеира је истовремено и аутономна покрајина Португалије, а њен највећи град и средиште, Фуншал, је и управно седиште покрајине. Како Мадеира има статус аутономне покрајине тако је она и саставни део Европске уније као њен крајњи обод.
У оквиру Мадеире издвајају се четири значајна острва, од којих су једина два насељена острва Мадеира и Порто Санто, а по површини су значајна и Пусто острво и Дивље острво.

## Положај
Острвље Мадеира налази се на 640 километара од најближег копна, обале Марока. Од крајње југозападне тачке Португалије (и европског копна) најближа тачка Мадеире је удаљена око 800 километара. Удаљеност Фуншала од Лисабона је око 1000 километара или један и по час вожње авионом.

## Природне одлике
Површина свих острвља Мадеире је 794 км², од чега око 93% отпада на главно острво Мадеиру.
Рељеф: Главно острво Мадеира је планина вулканског порекла, на којој постоји велики број усечених долина које се спуштају ка океану. Дужина острва је 55 km, ширина 24, док је дужина обала 160 km. На острву преовлађују висине, па је чак 90% тла изнад 500 м надморске висине. Разлог овоме су махом стрме и одсечене обале и падине долина (више кланаца), док су вршни делови брда и планина заравњени, па су боље насељени него низине. Највиши врх, Пико Руиво висок је 1.862 m.
Клима: На острвљу влада суптропска клима. Због изразите маритимности Мадеире колебања температуре током године су мала, тј. клима је блага, па је просечно 16 °C зими, а 23 °C лети. Океан игра важну улогу у ублажавању годишњих температурних разлика. Постоји оштра разлика у количини падавина на влажном северозападу и сушном југоистоку острва. Због тога, у 16. веку је становништво почело да гради канале и аквадукте „левадас“ који воду спроводе ка пољопривредним површинама. Најновији канал је направљен 1940-их. Данас ови канали и грађевине не служе само за наводњавање, већ и за производњу обновљиве електричне енергије.
Воде: Водотоци су кратки, са усеченим кланцима до утока у море.
Биљни и животињски свет: Шуме ловора су покривале острво у прошлости и дале острву његово име (мадеира значи дрво на португалском). Шуме су спалили први досељеници, и од њих постоје само мали остаци на северу острва. Ове шуме су 1999. године проглашене заштићеном Светском баштином УНЕСКО-а. Биљни свет на острву је мешавина аутохтоних врста и врста донетих из Европе и тропске Африке. Вулканско земљиште, обиље влаге и блага клима током целе године су савршени услови за раст богатог растиња.

## Историја
Острво Мадеира, које су Римљани називали „Гримизна острва”, су поновно, вероватно случајно, открили Португалци и населили га 1418. године.
Већ током следеће деценије на острвљу се насељавају први досељеници из копнене Португалије, али и других делова западне Европе. Због повољних природних услова пољопривреда се брзо развијала (посебно гајење шећерне трске), становништво се брзо увећало, па је већ крајем 16. века почело исељавање за Америку. Такође, пребацивање гајења шећерне трске у Бразил довело до промене главне културе, па се острвље више усмерило на виноградарство и производњу вина.
Историјски развој Мадеире био је миран осим у неколико прилика. 1617. г. Порто Санто су напали гусари. Потом, од 1807-1814. острвље запосели Британци као превентиву од освајања Наполеонове Француске. После тога Мадеира је враћена Португалији.
Током Првог светског рата на Мадеири су немачке подморнице потопиле више антантиних бродова. Након Првога светскога рата велике силе су одредиле Мадеиру као место изгнанства последњега аустроугарскога цара Карла I од Аустрије. Карл I од Аустрије умро од упале плућа 1922. на Мадеири. Током Другог светског рата острвље је било мирно.
1. јула 1976. године Мадеира је заједно са Азорским острвима стекла аутономију од средишње власти Португалије, а дати дан у години слави се као Дан Мадеире.

## Становништво
По проценама из 2011. године на острвљу живи око 267 хиљада становника, од чега свега 5 хиљада живи на Порто Санту, а остали на острву Мадеири. Етнички Португалци чине апсолутну већину становништва, али се последњих деценија овде населио приметан број некадашњих туриста.
Густина насељености је веома висока, око 340 ст./км², што је више него 3 пута више од државног просека (око 105 ст./км²). Део око града Фуншала је веома густо насељен, док је умерено густо до ретко насељен.

## Управна подела и насеља
Покрајина Мадеира је подељена на 11 општина (concelhos), које се даље деле на 54 насеља (Freguesias). Од њих само је општина (и острво) Порто Санто у потпуности изван главног острва.
Општине у округу су:
| - Калета - Камара де Лобос - Машико - Понта до Сол | - Рибеира Брава - Порто Мониз - Порто Санто - Санта Круз | - Сантана - Сао Викенте - Фуншал |

Једино веће насеље је средиште острва, град Фуншал, који има око 100 хиљада ст., а са околином преко 150 хиљада ст. или око 60% становништва на острвљу.

## Привреда
Мадеира је данас веома развијен део Португалије, по животном стандарду одмах после главног града Лисабона.
Месна привреда се традиционално заснива на производњи вина(чувено Мадера вино) и јужног воћа и поморству (стајалиште за прекоокеанске бродове). Последњих деценија најважнија грана је туризам, чијем је процвату допринело и то што је цела Мадеира бесцаринска зона.

### Туризам
Туризам је врло важна привредна грана острвља, која чини 20% укупног БДП-а. Током целе године туризам одржава активним трговачки и путни сектор и друге делатности, те ствара знатно тржиште за острвске производе. На острву Порто Санто, који има 9 km плаже и повољну климу, туризам је једина активност. Током последњих неколико година, знатно су повећани капацитети хотелског смештаја. Велики потенцијал у туризму остварен је у улагању у одрживи развој, чиме је напредак постигнут без ремећења равнотеже између околине и друштвено-привредних активности. Велики труд је уложен у очување околине, што је главни разлог туристичких долазака на Мадеиру.